# Mistrzostwa NAIA w Zapasach w 2022
Mistrzostwa NAIA w zapasach rozegrane zostały w Park City w dniach 4–5 marca 2022 roku. Zawody odbyły się na terenie Hartman Arena.

## Wyniki

### Drużynowo
| Kolejność | Szkoła                            | Zespół          |
| --------- | --------------------------------- | --------------- |
| 1.        | Grand View University             | Vikings         |
| 2.        | Life University                   | Running Eagles  |
| 3.        | Southeastern University           | Fire            |
| 4.        | Indiana Institute of Technology   | Warriors        |
| 5.        | Doane University                  | Tigers          |
| 6.        | Montana State University–Northern | Northern Lights |
| 7.        | Reinhardt University              | Eagles          |
| 8.        | Cumberland University             | Phoenix         |

### All American

#### 125 lb
| Lp. | Zawodnik        | Szkoła         |
| --- | --------------- | -------------- |
| 1.  | Esco Walker     | Grand View     |
| 2.  | Brandon Orum    | Life           |
| 3.  | Justin Portillo | Grand View     |
| 4.  | Koby Milner     | Reinhardt      |
| 5.  | Isaac Crowell   | Southeastern   |
| 6.  | Daniel Vargas   | Doane          |
| 7.  | Dennis McNeal   | Brewton–Parker |
| 8.  | Carter Cox      | Cumberlands    |

#### 133 lb
| Lp. | Zawodnik      | Szkoła          |
| --- | ------------- | --------------- |
| 1.  | Connor Gimson | Indiana Tech    |
| 2.  | Jacob Seto    | Embry–Riddle    |
| 3.  | Carson Taylor | Grand View      |
| 4.  | Joseph Lupton | Graceland       |
| 5.  | Jacob Mendoza | Menlo           |
| 6.  | Evan Potter   | Southern Oregon |
| 7.  | Jacob Ruiz    | Life            |
| 8.  | Keshawn Laws  | Cumberland      |

#### 141 lb
| Lp. | Zawodnik          | Szkoła                 |
| --- | ----------------- | ---------------------- |
| 1.  | Baterdene Boldmaa | Doane                  |
| 2.  | Martin Wilkie     | Montana State–Northern |
| 3.  | Shea Ruffridge    | Grand View             |
| 4.  | Cade Manion       | Oklahoma City          |
| 5.  | Julian Hernandez  | Life                   |
| 6.  | Bryce Nickel      | Cumberlands            |
| 7.  | Nick Henneman     | Lourdes                |
| 8.  | Kyle Kantola      | Indiana Tech           |

#### 149 lb
| Lp. | Zawodnik          | Szkoła           |
| --- | ----------------- | ---------------- |
| 1.  | Denver Stonecheck | Life             |
| 2.  | Ryan Moore        | Thomas More      |
| 3.  | Brevin Balmeceda  | Life             |
| 4.  | Andreus Bond      | Southeastern     |
| 5.  | Salvador Silva    | Southeastern     |
| 6.  | Elijah Palacio    | Menlo            |
| 7.  | Keegan Luton      | Oklahoma City    |
| 8.  | Steven Weathers   | Missouri Baptist |

#### 157 lb
| Lp. | Zawodnik          | Szkoła          |
| --- | ----------------- | --------------- |
| 1.  | Israel Casarez    | Grand View      |
| 2.  | Jack Bass         | Life            |
| 3.  | Wilder Wichman    | Thomas More     |
| 4.  | Derrick Smallwood | Lindsey Wilson  |
| 5.  | Trevor Burdick    | Reinhardt       |
| 6.  | Aaron Gandara     | Southern Oregon |
| 7.  | James Williams    | Embry–Riddle    |
| 8.  | Anthony Maia      | Cumberland      |

#### 165 lb
| Lp. | Zawodnik          | Szkoła          |
| --- | ----------------- | --------------- |
| 1.  | Cole Smith        | Cumberland      |
| 2.  | Marty Margolis    | Grand View      |
| 3.  | Sid Ohl           | Life            |
| 4.  | Frederick Padilla | Vanguard        |
| 5.  | David Rubio       | Corban          |
| 6.  | Elliott Rodgers   | Marian          |
| 7.  | Chase Short       | MSU Northern    |
| 8.  | Cody Dixon        | Wayland Baptist |

#### 174 lb
| Lp. | Zawodnik       | Szkoła         |
| --- | -------------- | -------------- |
| 1.  | Casey Randles  | Grand View     |
| 2.  | Trenton Munoz  | Hastings       |
| 3.  | Isaiah Luellen | Baker          |
| 4.  | Joe Koontz     | Lindsey Wilson |
| 5.  | Nakoda Siegel  | MSU Northern   |
| 6.  | Cole Tenety    | Reinhardt      |
| 7.  | Armon Fayyazi  | Vanguard       |
| 8.  | Stephen Kelle  | Southeastern   |

#### 184 lb
| Lp. | Zawodnik           | Szkoła           |
| --- | ------------------ | ---------------- |
| 1.  | Eric Vermillion    | Indiana Tech     |
| 2.  | Ben Lee            | Grand View       |
| 3.  | Sam Osho           | Marian           |
| 4.  | Kyle Knudtson      | Eastern Oregon   |
| 5.  | Jesse Daniel Perez | Ottawa           |
| 6.  | Niko Perovic       | Williams Baptist |
| 7.  | Blake Rypel        | Southeastern     |
| 8.  | Lucas DeSilva      | Brewton–Parker   |

#### 197 lb
| Lp. | Zawodnik            | Szkoła         |
| --- | ------------------- | -------------- |
| 1.  | Zane Lanham         | Life           |
| 2.  | Isaac Bartel        | MSU Northern   |
| 3.  | Trevor Lawson       | Lindsey Wilson |
| 4.  | Bradley Antesberger | Doane          |
| 5.  | Owen Braungardt     | Grand View     |
| 6.  | Jack Servies        | Marian         |
| 7.  | Daulton Mayer       | Thomas More    |
| 8.  | Hunter DeJong       | Morningside    |

#### 285 lb
| Lp. | Zawodnik           | Szkoła          |
| --- | ------------------ | --------------- |
| 1.  | Gage Braun         | Southeastern    |
| 2.  | Greg Hagan         | Grand View      |
| 3.  | Aaron Johnson      | Cumberlands     |
| 4.  | Odgerel Batkhishig | Doane           |
| 5.  | Tommy Mommer       | Grand View      |
| 6.  | Noel Orozco        | Eastern Oregon  |
| 7.  | KC Buday           | Providence      |
| 8.  | Joshua Isaac       | Missouri Valley |